# Tacuary Football Club
Der Tacuary Football Club, kurz Tacuary, ist ein paraguayischer Fußballverein aus Asunción.

## Geschichte
Tacuary wurde 1923 unter dem Namen 9 de Junio FBC im Barrio Jara von Asunción gegründet. Die ersten Jahre verliefen sehr turbulent, unter anderem durch den Chacokrieg von 1932 bis 1935. Danach spendete das Unternehmen Toribio Vargas das Grundstück für das Stadion und bedingte, es nach ihm zu benennen. Sportlich spielte der Verein eine untergeordnete Rolle.
Im Jahr 1994 verlieh der neue Präsident Francisco Ocampo dem Klub wirtschaftlichere und modernere Strukturen. Das Stadion wurde renoviert und als Baumaterial wurde Zement eingesetzt. 1999 gelang dem Verein der Aufstieg in die zweite Liga und 2002 auch erstmals in die Primera División. Für den Verein brach eine erfolgreiche Zeit an. Er qualifizierte sich für die Copa Libertadores 2005 und 2007. Beide Male schied Tacuary in der Qualifikationsrunde aus: 2005 gegen den brasilianischen Klub Palmeiras São Paulo, 2007 gegen den ecuadorianischen Vertreter LDU Quito. Bei den Teilnahmen an der Copa Sudamericana 2007 und 2012 schied der Verein ebenfalls in der jeweils ersten Runde aus. 2012 war nicht nur die vorerst letzte internationale Teilnahme, sondern auch in der Liga ging es bergab. In der Gesamttabelle lag Tacuary auf dem elften und vorletzten Tabellenplatz, der den Abstieg in die zweite Liga bedeutete. Wirtschaftlich hatte Präsident Ocampo viel riskiert und sich übernommen, so dass er schließlich 2014 einen angeschlagenen Verein hinterließ.
2015 stieg der Verein in die Drittklassigkeit ab, wo er zwei Spielzeiten im hinteren Mittelfeld landete. Erst 2018 konnte Tacuary am Aufstieg kratzen, verlor aber die Play-off-Spiele gegen Club General Caballero de Juan León Mallorquín. 2019 klappte es dann mit dem Aufstieg als punktgleicher Zweiter hinter Sportivo Ameliano. 2021 gelang als Tabellendritter der erneute Aufstieg in die höchste Spielklasse des Landes.

## Erfolge
- Zweitligameister: 2002
- Drittligameister: 1953, 1961, 1983, 1999